# Матвеев, Сергей Юрьевич
Серге́й Ю́рьевич Матве́ев (8 сентября 1972, Псков, СССР) — российский гребец, бронзовый призёр Олимпийских игр. Заслуженный мастер спорта России.

## Карьера
На Олимпийских играх 1996 года Сергей в составе восьмёрки выиграл бронзовую медаль. На следующей Олимпиаде Матвеев в соревнованиях восьмёрок стал девятым, а в 2004 году в составе распашной четвёрки без рулевого занял 11-е место.
В 1999 году завоевал бронзу на чемпионате мира.

## Награды
- Медаль ордена «За заслуги перед Отечеством» II степени (6 января 1997 года) — за заслуги перед государством и высокие спортивные достижения на XXVI летних Олимпийских играх 1996 года[4]